# Brigadiere (Italia)
Il grado di brigadiere, in Italia, è un grado militare delle forze armate italiane.

## Storia
Fino al 1992 il grado di brigadiere era in uso anche nel disciolto Corpo degli agenti di custodia (ora Corpo di polizia penitenziaria), e fino al 1981 era in uso nel Corpo delle guardie di pubblica sicurezza, ora Polizia di Stato con la denominazione di  brigadiere di pubblica sicurezza; attualmente i due corpi civili usano la corrispondente qualifica di sovrintendente.
In seguito al d.lgs. 28 febbraio 2001, n. 67 che ha abrogato la categoria dei "sottufficiali" nelle forze di polizia, fa parte dei sovrintendenti.

## Inquadramento e funzioni
Il brigadiere è il secondo grado dei sovrintendenti dell'Arma dei Carabinieri e della Guardia di finanza. Il brigadiere riveste la qualifica di ufficiale di polizia giudiziaria ed è superiore al grado di vicebrigadiere ed è inferiore al grado di brigadiere capo. Nell'Arma dei Carabinieri e nella Guardia di Finanza corrispondono al ruolo sergenti delle forze armate italiane, mentre il sovrintendente è una qualifica nella Polizia di Stato, nel Corpo di polizia penitenziaria e, fino al 31 dicembre 2016, del Corpo forestale dello Stato.
Riveste la qualifica di ufficiale di polizia giudiziaria, mentre, per la Guardia di Finanza riveste anche la qualifica di ufficiale di polizia tributaria. 

## Distintivi di grado
Il distintivo di grado del brigadiere consiste di un gallone e due galloncini argentati per i carabinieri, oppure dorati per la Guardia di finanza.
Il distintivo di qualifica del sovrintendente consiste in due "binari" (così vengono definiti in gergo) dorati per il personale appartenente alla  Polizia di Stato e al  Corpo forestale dello Stato, argentati per il personale appartenente alla  polizia penitenziaria.

Distintivo di grado per controspallina di brigadiere dell'Arma dei carabinieri
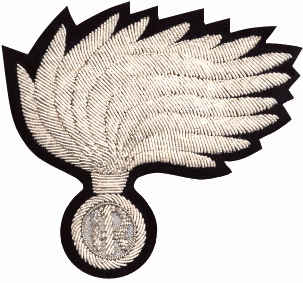
Fregio da cappello rigido, "fiamma sfuggente" argentata a 13 punte su panno nero da sovrintendente dell'Arma dei carabinieri
Distintivo di grado per controspallina di brigadiere della Guardia di finanza
Fregio da cappello rigido utilizzato dai sovrintendenti della Guardia di finanza

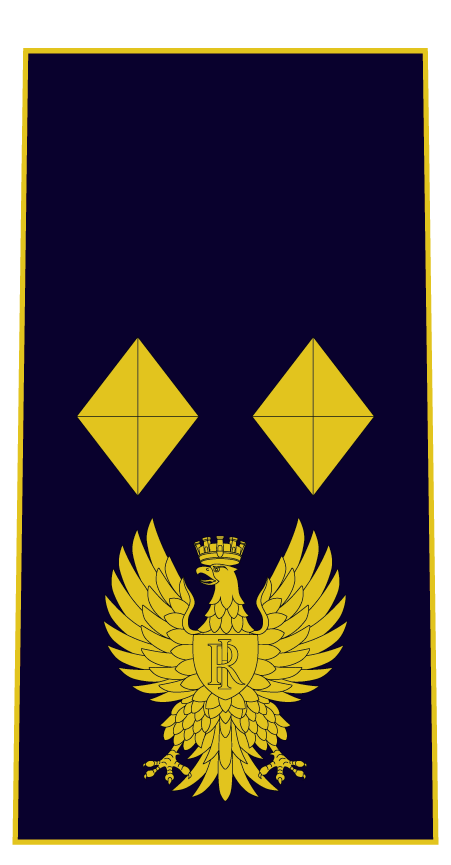
Distintivo di qualifica per controspallina di sovrintendente della  Polizia di Stato
Distintivo di qualifica per controspallina di sovrintendente della polizia penitenziaria
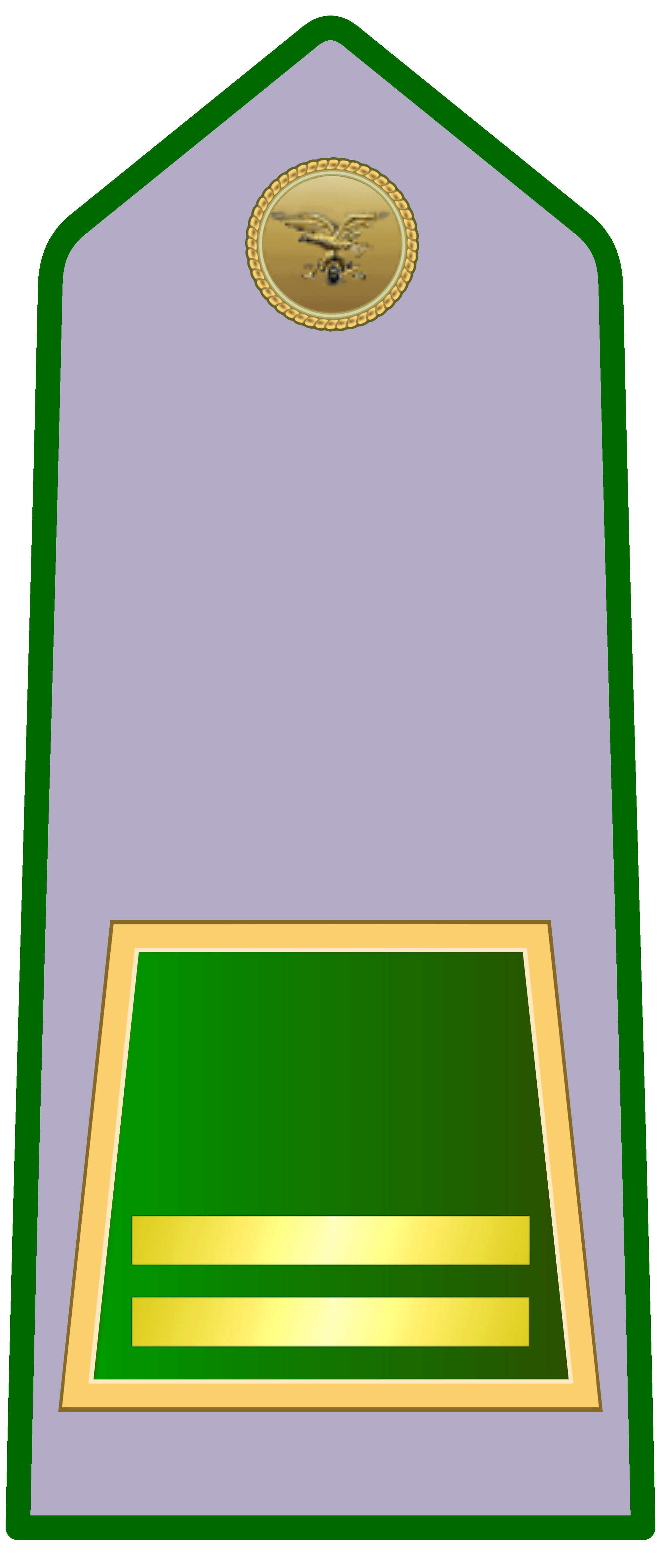
Distintivo di qualifica per controspallina di sovrintendente del  Corpo forestale dello Stato

## Corrispondenze
| Esercito Italiano | Marina Militare | Aeronautica Militare | Carabiniere |
| ----------------- | --------------- | -------------------- | ----------- |
| Sergente maggiore | Secondo capo    | Sergente maggiore    | Brigadiere  |